# Nodulus rufanensis
Nodulus rufanensis is een slakkensoort uit de familie van de Anabathridae. De wetenschappelijke naam van de soort is voor het eerst geldig gepubliceerd in 1832 door Turton.